# Tintín i el misteri de les taronges blaves
Tintín i el misteri de les taronges blaves (títol original en francès: Tintin et les Oranges bleues) és una pel·lícula d'aventures francoespanyola de Philippe Condroyer, estrenada el 1964. Un àlbum que porta el mateix nom va ser publicat el 1965 a partir de fotografies extretes d'aquesta pel·lícula. Ha estat doblada al català.

## Argument
El professor Tornassol acaba de publicar un llibre sobre la fam al món i fa una crida als savis del món sencer perquè ajudin a combatre-la. Un col·lega seu espanyol, Antenor Zallamea, li envia un paquet que conté taronja blava; es tracta d'una varietat que ha inventat, capaç de créixer en un sòl desèrtic. La mateixa nit, però, la taronja és robada al castell de Molins de Dalt; i l'endemà en Tornassol, en Tintín i el capità Haddock se'n van a Espanya a trobar el professor Zallamea. Però quan hi arriben s'assabenten que el savi ha estat segrestat i, poc després, en Tornassol també és segrestat. Amb l'ajuda d'una banda de nens, en Tintín i el capità miraran d'alliberar els dos savis.

## Repartiment
- Jean-Pierre Talbot: Tintín
- el gos Ladeuche: Milú
- Jean Bouise: el capità Archibald Haddock
- Félix Fernández: el professor Tryphon Tornassol
- Jenny Orléans: Bianca Castafiore
- Ángel Álvarez: el Professor Antenor Zallamea
- Max Elloy: Nestor
- Franky François: Dupond
- André Marie: Dupont
- Pierre Desgraupes: Ell mateix
- Zavatta: El carter
- Salvadore Begueria: Francesito
- Pedro Mari Sanchez: Pablito
- George Loriot: un convidat a Moulinsart

## Al voltant de la pel·lícula
Es tracta del segon llargmetratge amb actors reals de Les aventures de Tintín; després de Turquia i Grècia a Tintín i el misteri del toisó d'or, les aventures tenen lloc a Espanya i són objecte d'una coproducció local. Una gran part del rodatge es va fer al País Valencià, a Simat de la Valldigna, al Monestir de Santa Maria de la Valldigna, a Gandia i a Xàtiva. També es va considerar realitzar una tercera aventura el 1967 que havia de passar a l'Índia, però el projecte mai no es va dur a terme.
Jean-Pierre Talbot reprèn el paper principal, però Georges Wilson deixa el lloc a Jean Bouise en el paper del capità Haddock, Georges Loriot és reemplaçat per Félix Fernández en el paper del professor Tornassol i els germans Gamonal són reemplaçats per Franky François i André Marie en el paper dels Dupondt. A més a més de Jean-Pierre Talbot, només Max Elloy —que interpreta Néstor— actua a les dues pel·lícules. Com a Tintín i el misteri del toisó d'or, Jean-Pierre Talbot no és doblat a les escenes d'acció.
Com a curiositat, en aquesta aventura el professor Tornassol utilitza un otòfon, com en l'àlbum Objectiu: la Lluna.